# Alan Bond
Alan Bond (* 22. April 1938 in London, Vereinigtes Königreich; † 5. Juni 2015 in Perth, Western Australia) war ein australischer Unternehmer. Internationale Bekanntheit erlangte er als Eigner der Australia II, die 1983 die Segelregatta America’s Cup gewann. Nach dem Aufsehen erregenden Bankrott seiner Firmengruppe 1992 musste er wegen Betrugs eine Gefängnisstrafe von mehreren Jahren absitzen.

## Leben
Alan Bond kam 1938 in London zur Welt. 1950 wanderten seine Eltern mit ihm nach Australien aus. Bereits im Alter von 19 Jahren gründete er 1959 mit der Bond Corporation sein erstes eigenes Unternehmen. In Perth und der Umgebung der Stadt baute er mit geliehenem Geld zunächst ein Immobiliengeschäft auf, zu dem später in Australien wie international andere Bereiche wie Brauereien, Diamantenminen, Großhandelsfirmen, Zeitungen und Fernsehstationen hinzu kamen. 1982 war die Bond Corporation das größte Unternehmen im Bundesstaat Western Australia.

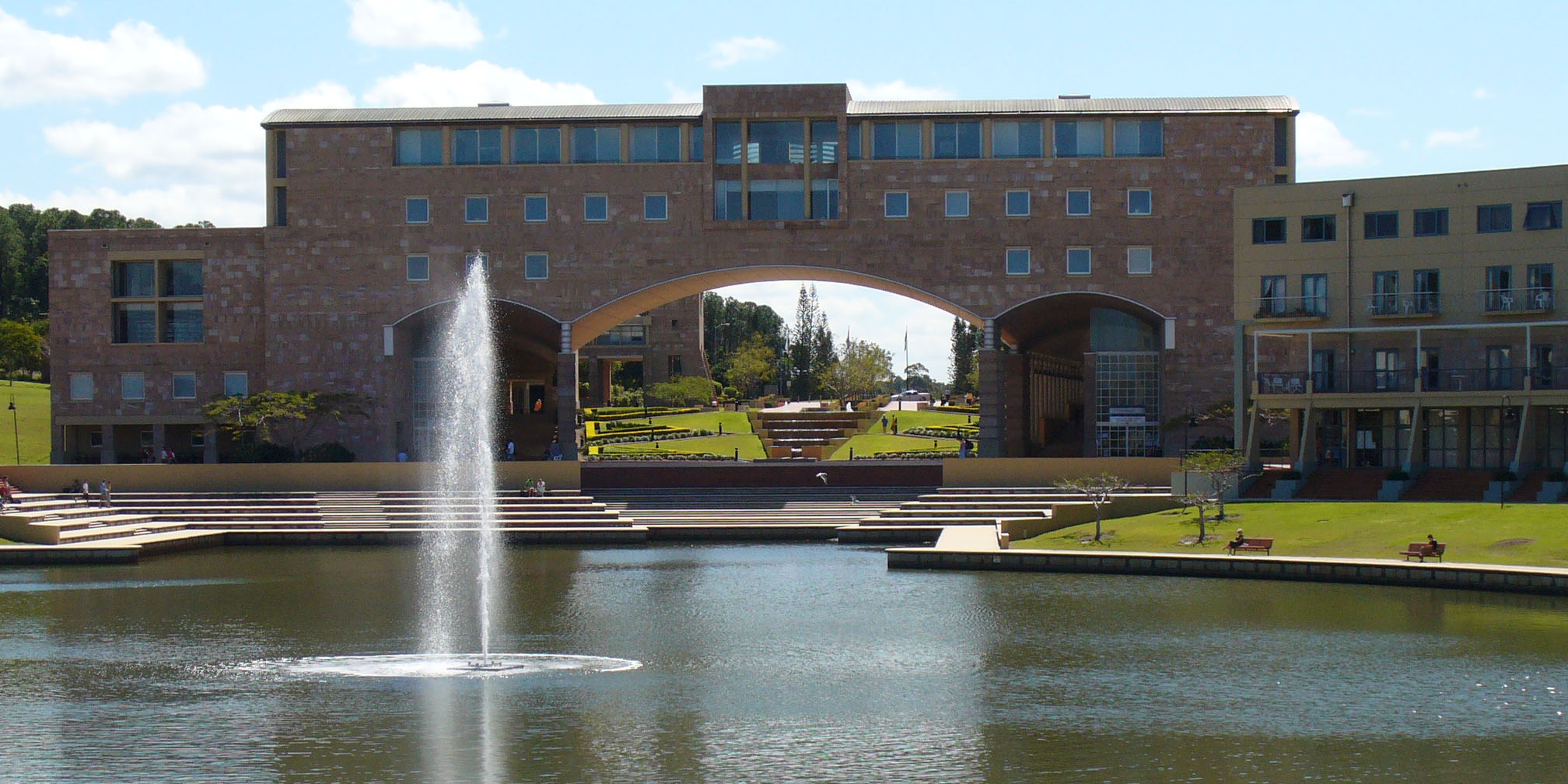
Campus der von Bond gestifteten Bond University

Internationale Bekanntheit erlangte Bond durch seine Teilnahmen am traditionsreichen Segelturnier America’s Cup. Als Schiffseigner versuchte er erstmals 1974 mit der Southern Cross, gefolgt 1977 und 1980 mit der Australia, vergeblich den seit seiner Stiftung 1851 stets von Amerikanern verteidigten Pokal für Australien zu gewinnen. Auch wenn er bis dahin den Cup nicht gewinnen konnte, erhielt er für sein sportliches Engagement 1978 die Auszeichnung als Australian of the Year. Schließlich gelang es ihm 1983 als erstem Nichtamerikaner mit dem Boot Australia II und seiner Crew die Auszeichnung zu gewinnen und den Pokal, und damit auch den nächsten Wettbewerb um den Pokal nach Australien zu holen.

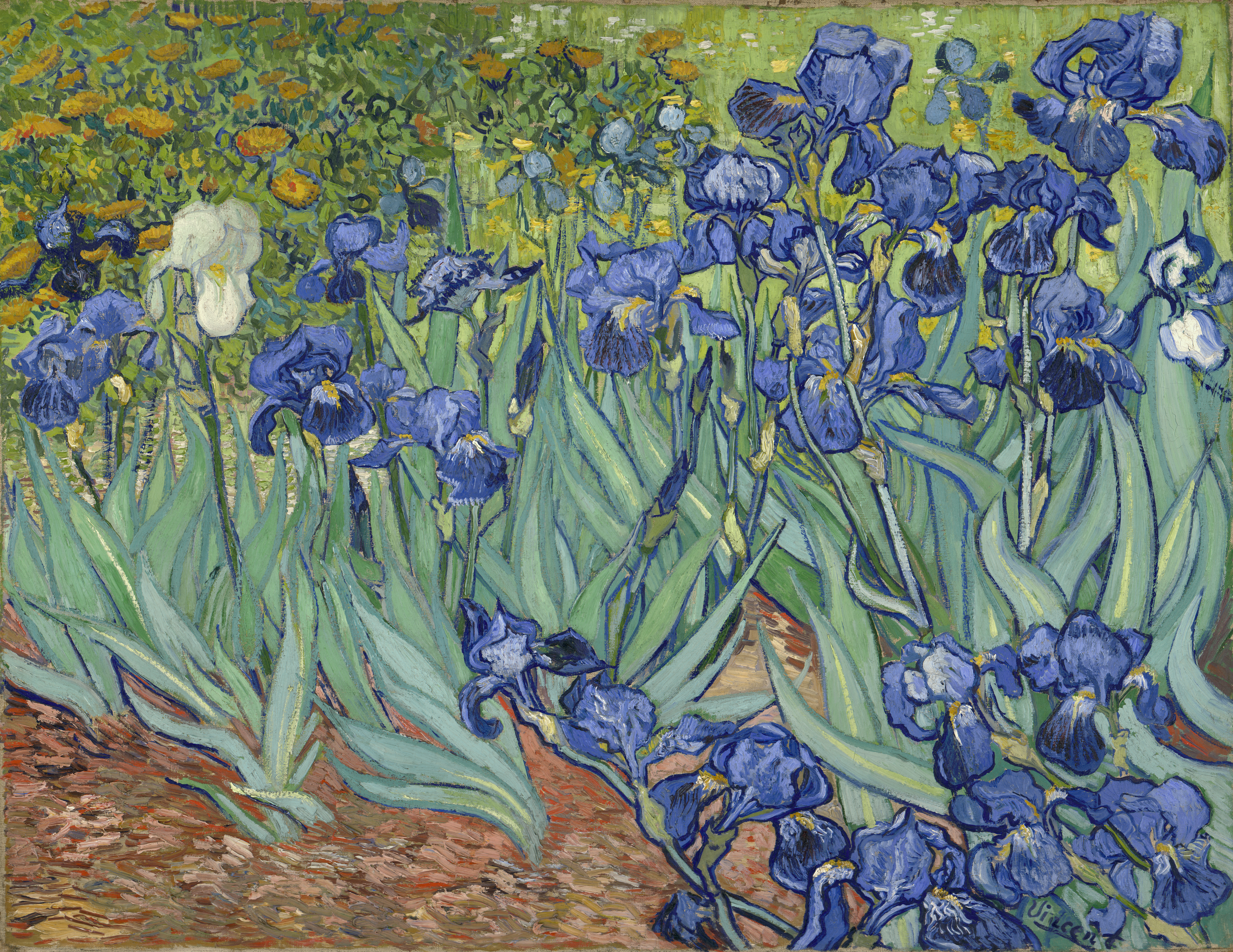
Vincent van Gogh: Schwertlilien auch Irisblüten, 1987 von Bond als damals teuerstes Gemälde der Welt ersteigert, heute im Besitz des Getty Museum

Alan Bond, der selbst keine Hochschule absolviert hatte, trat in den 1980er Jahren als bedeutender Mäzen im Bereich Bildung hervor. Er stiftete mit der Bond University die erste private Universität in Australien, deren Campus 1987 in Gold Coast eröffnet wurde. Im selben Jahr sorgte er als Kunstsammler für Schlagzeilen. Teuerstes Stück seiner Kollektion sollte das Gemälde Schwertlilien von Vincent van Gogh werden, das Bond für 53,9 Millionen US-Dollar im New Yorker Auktionshaus Sotheby’s erwarb. Zunächst ging die Öffentlichkeit davon aus, dass es sich bei diesem Preis um die höchste je auf einer Auktion erzielte Kaufsumme handelte, aber später wurde bekannt, dass Sotheby’s etwa die Hälfte des Auktionspreises als Darlehen vorgestreckt hatte. Nachdem Bond weder seinen Anteil am Kaufpreis in voller Höhe bezahlen, noch das Darlehen zurückzahlen konnte, ging das Gemälde zurück an das Auktionshaus und gelangte später für eine nicht genannte Summe an das J. Paul Getty Museum.
Bonds finanzielle Probleme begannen mit dem Börsencrash des Schwarzen Montags, in dessen Folge er einen Großteil seines Vermögens verlor. So hatte er 1987 für eine Milliarde australischer Dollar den Fernsehsender Channel Nine Television Network erworben, den er drei Jahre später mit erheblichen Verlusten wieder verkaufen musste. Mit mehr als neun Milliarden AU$ Schulden wurde die Firmengruppe von Bond 1992 für bankrott erklärt. Es folgten in diesem Zusammenhang verschiedene Betrugsverfahren, die 1997 zu einer siebenjährigen Gefängnisstrafe führten. Im Jahr 2000 kam Bond vorzeitig aus der Haft und leitete danach zusammen mit seinem Sohn Craig ein Unternehmen, das im Öl- und Diamantengeschäft tätig ist. 
Bond war von 1955 bis zur Scheidung 1992 mit Eileen Hughes verheiratet. Aus dieser Ehe gingen vier Kinder hervor. 1995 heiratete er die Stewardess und spätere Theaterproduzentin Diana Bliss. Sie beging 2012 Suizid.